# Gleinstätten
Gleinstätten là một đô thị thuộc huyện Leibnitz trong bang Steiermark, nước Áo. Đô thị Gleinstätten có diện tích 21,9 km², dân số cuối năm 2015 là 2.831 người. 
Gleinstätten nằm trong thung lũng Sulm phía tây dãy đồi Sausal, khoảng trung độ giữa Leibnitz và Deutschlandsberg, và khoảng 35 km về phía nam thủ phủ Styria, Graz. Thị xã có lâu đài thời Phục hưng